# CD Armenio

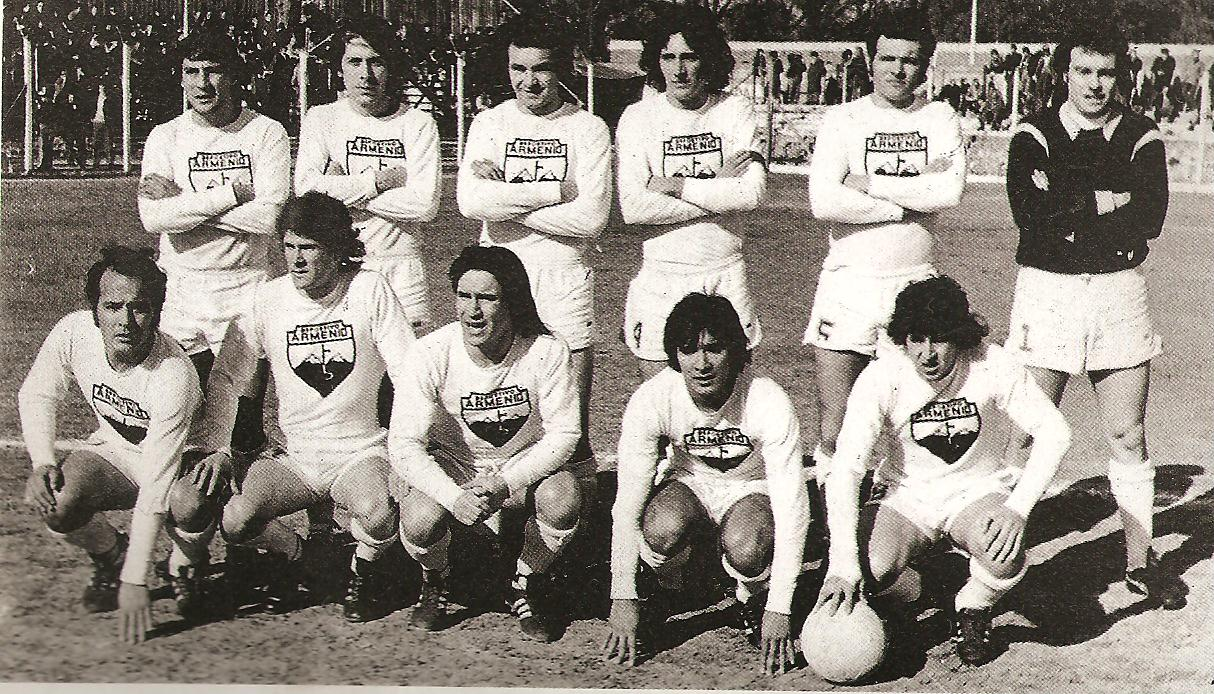
Team van 1976

CD Armenio is een Argentijnse voetbalclub uit Ingeniero Maschwitz, in de provincie Buenos Aires.
De club werd opgericht in 1962 als Club Armenio de Fútbol door de Armeense gemeenschap in Argentinië. In 1968 werd de huidige naam aangesloten en twee jaar later sloten ze zich aan bij de Argentijnse voetbalbond.
In seizoen 1986/87 van de Primera B Nacional (tweede divisie) brak de club het record van die competitie door het meest aantal wedstrijden zonder verlies te spelen, 38 wedstrijden. Hierdoor promoveerde de club naar de hoogste klasse en ze eindigden dertiende in het eerste seizoen. Het jaar erop volgde een degradatie.